# Суюлдзоглу, Нелли
Нелли Суюлдзоглу-Серайдари (греч. Έλλη Σουγιουλτζόγλου-Σεραϊδάρη; 23 ноября 1899, Айдын — 17 августа 1998, Афины) — одна из первых гречанок-фотографов с международным признанием, более известная в мире фотографии под английской подписью Nelly’s.

## Биография
Нелли родилась на западе Малой Азии, в городе Айдыне. В ходе греко-турецкой войны 1919—1922 годов город был разгромлен турецкими четами, христианское население население подверглось резне в июне 1919 года.
Семья Нелли была в числе беженцев и хотя город был сразу же отбит греческой армией, семья осталась жить в городе Смирне (Измире), где Нелли окончила школу.
По окончании школы, Нелли с братом отправились в Дрезден учится живописи, но в конечном итоге Нелли обратилась к фотографии. Её учителем классической фотографии стал Гуго Эрфурт, известный портретист Дрездена и Франц Фидлер, открывший ей дорогу к свободной тематике.
После того как в 1922 году её семья покинула Малую Азию  по греко-турецкому обмену населением, вместе с сотнями тысяч греческих беженцев и обосновалась в Афинах, в 1924 году Нелли также переехала в Афины и организовала фото-ателье в центре города, выполняя кроме прочих работ и заказы министерства культуры
.
Будучи и сама в действительности беженкой, Нелли в своих работах запечатлела беженцев малоазийской катастрофы 1922 года, но и значительные лица той эпохи такие как поэт Костис Паламас и политик Элефтериос Венизелос.
Особое место в её работе заняли фотографии на фоне Афинского Акрополя обнажённой и полуобнажённой Моны Паевой (Mona Paeva), первой балерины Опера-Комик, которые вызвали общественный скандал после их публикации во французском журнале L’Illustration.
Поэт Ангелос Сикелианос и его жена Ева Палмер, организаторы «Дельфийских фестивалей», поручили Нелли фотографическое освещение празднеств 1930 года.
Её работы по заказу министерства туризма сформировали первые представления западных туристов о Греции.

## За рубежом
По причине её сотрудничества с диктатурой генерала Метаксаса (1936—1941 гг.) Нелли именовали греческой Лени Рифеншталь, которую она и сопровождала в поездке в Олимпию.
В 1936 году Нелли отправилась в Берлин освещать Олимпийские игры.
В 1939 году она была послана в Нью-Йорк декорировать павильон Греции на Всемирной выставке, что она выполнила, установив гигантские фото-коллажи, подчёркивая тождество внешнего облика древних и современных греков.
Начало Второй мировой войны застало её в США, где она осталась и прожила 27 лет с 1939 по 1966 год.
Нью-Йорк стал темой двух фотографических серий Нелли: «Пасхальный парад» и «Дороги», где Нелли по своему «читает» архитектуру города.

## Возвращение в Грецию
В 1966 году Нелли возвращается в Грецию вместе со своим мужем Ангелосом Серайдарисом (Άγγελος Σεραϊδάρης), обосновывается в афинском квартале Неа-Смирни (Новая Смирна), основанном беженцами из Малой Азии, превратив свою квартиру в фотографический музей.
В 1989 году Нелли опубликовала автобиографию.
Большую часть своей работы Нелли подарила Музею Бенаки.
Нелли была награждена греческим орденом Феникса и премией Афинской академии.
Одновременно она издала свои работы в альбомах и участвовала во многих выставках.
Умерла Нелли Суюлдзоглу в Афинах 17 августа 1998 года.